# Запал

Запал гранати Борстейна. Цифрами позначені:
1 — кришка запалу
2 — картонна прокладка
3 — кришка запалювача
4 — вісь ударника
5 — пружина
6 — ударник
7 — шкіряна прокладка
8 — різь
9 — корпус запалу
10 — ґніт
11 — запалювач 2
12 — детонатор
13 — запалювач 1
14 — затвор
15 — чека
16 — важіль
17 — загальний вигляд

Запа́л — пристрій для ініціації вибухової речовини (ВР). Збудження первинного ініціатора здійснюється за допомогою капсуля-запалювача ударної або накольної дії.
Запали використовуються як засіб займання заряду для розриву ручних гранат і в гарматах XV—XVII ст. (у деяких артилерійських системах до XX в.), а також для запалення заряду при мінних і підривних роботах. Запали бувають миттєвої (наприклад — МД-2) або уповільненої (ЗДП) дії.

## Історія
Першими запалами були ґноти, якими приводились у дію артилерійські заряди, ранні ручні і гарматні гранати (бомби). Потім з'явились запальні трубки. Наприкінці XIX — початку XX запали ділилися вже на такі групи: вогневі, хімічні, ударні, фрикційні, гальванічні. Вогневі були представлені запальними трубками (скорострільними і дистанційними), ґнотами і вогнепровідними шнурами. Хімічні запали приводилися в дію внаслідок хімічної реакції вибухової речовини із спеціальною рідиною, поміщеною в скляну трубку. Ударні запали містили в собі спеціальні суміші, здатні вибухати від удару (зазвичай гримучу ртуть) і використовувалися в рушничних набоях і артилерійських снарядах (капсулі). Фрикційні запали використовувалися в артилерії і були представлені фрикційними трубками. Гальванічні запали приводились в дією електричним струмом і могли бути як пороховими (для займання зарядів пороху), так і з гримучою ртуттю (для детонації піроксиліну та динамітів).